# Lac Marsh
Pour les articles homonymes, voir Marsh.
Le lac Marsh est un lac du Yukon au Canada. Il représente un élargissement du fleuve Yukon au sud-est de Whitehorse. Il mesure 30 km de long et environ 4 km de large, et se trouve à 654 m d'altitude. Il fait partie d'un groupe de lacs appelés the Southern Lakes qui forment les sources du Yukon. La commune de Marsh Lake est située sur la rive nord du lac.
Pendant la ruée vers l'or du Klondike, le Yukon a été largement utilisé pour les transports. Les prospecteurs passaient par le lac Bennett, le lac Tagish et le lac Mud pour rejoindre le fleuve. Un réseau de bateaux à vapeur fut alors développé, transportant les passagers vers Canyon City, près de ce qui deviendra ensuite Whitehorse. Ces bateaux utilisaient le bois comme combustible, et s'arrêtaient au sud-est du lac Marsh pour s'approvisionner, permettant à cette occasion aux passagers de descendre à terre à Crystal Palace.
Les prospecteurs avaient longuement cherché de l'or dans un ruisseau voisin, et n'y trouvant que de la pyrite, appelèrent ce cours d'eau Judas Creek.
Son nom a été changé de Mud Lake en Marsh Lake par Frederick Schwatka, en l'honneur de Frederick Marsh, géomètre arpenteur.
Pendant la Seconde Guerre mondiale, le projet de la Route de l'Alaska passant près du lac Marsh, les ingénieurs militaires qui y travaillaient vivaient à Whitehorse. La fille d'un des officiers qui se promenait dans la zone marécageuse des bords nord-est du lac découvrit une vaste plage sableuse, le long d'une large baie. Des résidences d'abord de militaires, puis des populations civiles s'y installèrent, et l'endroit est toujours connu sous le nom de Army Beach ("la plage de l'armée").
À partir de 1900, et jusqu'à nos jours, les bords du lac Marsh sont devenus des lieux de résidence et de loisirs pour les habitants de Whitehorse. En mars et avril, le lac est une étape dans la migration des cygnes trompette.